# Келеберда Володимир Іванович
Володимир Іванович Келеберда — суддя Київського окружного адміністративного суду.

## Життєпис
2008 року проти судді Келеберди було порушено кримінальну справу за винесення неправосудного рішення щодо Указу Президента Ющенка щодо призначення позачергових парламентських виборів.
2017 року Келеберда, на той час заступник голови Окружного адміністративного суду Києва, симулював розлучення з дружиною, щоби приховати заміський маєток, який він не вказав 2015 року у декларації.
У березні 2019 року суддя Келеберда скасував заборону СБУ на в'їзд до України для російського актора Федора Добронравова, суддя тоді назвав протиправним рішення Міністерства культури про внесення Федора до Переліку осіб, які створюють загрозу національній безпеці.
Келеберда є підозрюваним у справі про спробу захоплення судової влади головою ОАСК Павлом Вовком, заступником якого працював Келеберда. 2019 року на «плівках Вовка» суддя Келеберда заявляв про готовність виконувати будь-яке «законне чи незаконне» прохання Вовка. Але врешті ВАКС відмовився продовжувати розслідування справи.
У квітні 2019 року Келеберда приймав рішення щодо відміни націоналізації ПриватБанку на користь українського олігарха Коломойського.
Келеберда як суддя скасував звільнення слідчого Генеральної прокуратури Дмитра Суса, якого звільнили за оформлення елітної іномарки Audi Q7 на 80-річну бабусю.
У жовтні 2021 року суддя Келеберда розглядав адміністративний позов директора київської школи № 210 Дмитра Ламза проти МОЗ України (справа № 640/29053/21) про визнання протиправним та нечинним наказу від 04.10.2021 року №2153, наслідком видання якого стали масові незаконні відсторонення від роботи працівників закладів освіти і наукових установ. Суддя всіма можливими засобами "затягував" розгляд справи, а у задоволенні заяви про забезпечення позову, шляхом зупинення дії згаданого наказу МОЗ до вирішення справи по суті - відмовив.
У жовтні 2022 року, після кількох скасувань розгляду свого позову до Київського адміністративного суду, Келеберду було обрано суддею у справі 1xBet. Компанія подала три позови, два з яких відізвала, залишивши лише третій, єдиний у якому було автоматично обрано суддею Келеберду. Російська компанія 1xBet позивалася до української Комісії з регулювання азартних ігор та лотерей. У квітні комісія видала росіянам дві ліцензії на проведення азартних ігор в інтернеті в Україні, але у вересні 2022 року, після численних скарг та критики, анулювала їх.

## Родина
- Дружина — Олена Келеберда, формальна власниця заміського маєтку Володимира[3]